# Centro Fluminense
Centro Fluminense is een van de zes mesoregio's van de Braziliaanse deelstaat Rio de Janeiro. Zij grenst aan de mesoregio's Sul Fluminense, Metropolitana do Rio de Janeiro, Baixadas Litorâneas, Norte Fluminense, Noroeste Fluminense en Zona da Mata (MG). De mesoregio heeft een oppervlakte van ca. 6.818 km². In 2006 werd het inwoneraantal geschat op 472.246.
Vier microregio's behoren tot deze mesoregio:
- Cantagalo-Cordeiro
- Nova Friburgo
- Santa Maria Madalena
- Três Rios

Mesoregio's: Baixadas Litorâneas · Centro Fluminense · Metropolitana do Rio de Janeiro · Noroeste Fluminense · Norte Fluminense · Sul Fluminense

Microregio's: Bacia de São João · Baía da Ilha Grande · Barra do Piraí · Campos dos Goytacazes · Cantagalo-Cordeiro · Itaguaí · Itaperuna · Lagos · Macacu-Caceribu · Macaé · Nova Friburgo · Rio de Janeiro · Santa Maria Madalena · Santo Antônio de Pádua · Serrana · Três Rios · Vale do Paraíba Fluminense · Vassouras